# Sancoins
Sancoins är en kommun i departementet Cher i regionen Centre-Val de Loire i de centrala delarna av Frankrike. Kommunen ligger  i kantonen Sancoins som tillhör arrondissementet Saint-Amand-Montrond. År 2022 hade Sancoins 2 941 invånare.

## Befolkningsutveckling
Antalet invånare i kommunen Sancoins
Referens:INSEE

## Kända personer födda i Sancoins
- Oscar Méténier (1859-1913)
- Marguerite Audoux (1863-1937)
- Hugues Lapaire (1869-1967)